# Balmoor Stadium
Das Balmoor Stadium ist ein Fußballstadion in der schottischen Stadt Peterhead, Aberdeenshire. Seit 1997 ist es Eigentum und Heimspielstätte des Fußballvereins FC Peterhead. Das Stadion hat eine Kapazität von 3150, von denen sich 1000 auf Sitzplätzen auf zwei Tribünen befinden.

## Geschichte
Das Stadion wurde 1997 eröffnet, nachdem Peterhead seine alte Heimspielstätte, den Recreation Park nach über 100 Jahren verlassen hatte und das Gelände an das Supermarktunternehmen Safeway verkauft hatte.
Das Balmoor Stadium hat zwei identische Sitzplatztribünen, die auf jeder Seite des Geländes verlaufen. Beide Sitztribünen haben die gleiche Höhe und sind überdacht. 
Peterhead wechselte zu Beginn der Saison 2000/01 in die Scottish Football League. Einer der Gründe der Liga beizutreten, war der Umzug in das Balmoor Stadium, das drei Jahre zuvor eröffnet wurde.
Der Zuschauerrekord in Balmoor liegt bei 4855 Zuschauern der bei einem Spiel der Third Division gegen die Glasgow Rangers am 20. Januar 2013 erreicht wurde.
Das Gelände liegt an der A982. 